# Ligne de tramway MP
La ligne MP d'après son numéro de tableau horaire est une ancienne ligne de tramway du Groupe de Courtrai de la Société nationale des chemins de fer vicinaux (SNCV) qui a fonctionné entre le 24 décembre 1932 et le 30 septembre 1954.

## Histoire

### Du bus au tram
La SNCV met en service vers 1930-1931 une ligne d'autobus (tableau 594/5) entre la gare de Mouscron et La Planche.
Le 24 décembre 1932, la SNCV met en service en remplacement du service d'autobus une ligne de tramway électrique sous l'indice MP[réf. nécessaire], (nouvelle section, capital 85).

### Du tram au bus
Elle est supprimée le 30 septembre 1954 et remplacée par une ligne d'autobus sous le même numéro de tableau 551,,. Cette ligne d'autobus est toujours exploitée par le TEC Hainaut sous l'indice P.
Vers 1962, la ligne se voit adjoindre une antenne vers le cimetière du Mont-à-Leux.

## Exploitation

### Horaires
Tableaux :
- 594 (bus) en 1931, numéro partagé par les lignes d'autobus 594/1 Courtrai Station-État - Moorsele Maison communale (nl), 594/2 Courtrai Station-État - Kuurne 't Kruiske (nl) ; 594/3 Courtrai Station-État - Menin Grand'Place ; 594/4 Courtrai Station-État - Wevelgem Place ; 594/5 Mouscron Station-État - Mouscron (Mont-à-Leux) Frontière ; 594/6 Mouscron Station-État - Herseaux Petit Audenarde ; 594/7 Mouscron Station-État - Mouscron La Planche[1].
- 363 en 1934, numéro partagé par les lignes 363/1 Courtrai Station-État - Mouscron Station-État ; MMx Mouscron Station-État - Mouscron (Mont-à-Leux) Frontière et MP Mouscron Station-État - Mouscron La Planche[2] ;
- 551 en 1950[8].
- 551 (bus) en 1955[5].
- 718 (bus) en 1958[9].